# Canon EOS M10
Die Canon EOS M10 ist ein spiegelloses Systemkameramodell des japanischen Herstellers Canon. Sie kam im November 2015 auf den Markt.

## Technische Merkmale
Als spiegellose Kamera verfügt das Modell über keinen Sucher; stattdessen kommt der Live-View-Modus zum Einsatz. Die Kamera besitzt ein um 180 Grad nach oben klappbaren Bildschirm für Selfies. Der Bildsensor besitzt das APS-C-Format. Videos können in Full-HD-Auflösung bei 30 Vollbildern pro Sekunde aufgenommen werden. Der integrierte Blitz besitzt die Leitzahl 5. Die M10 verfügt über einen WLAN-Chip. Die Kamera ist in einem schwarzen, weißen oder grauen Gehäuse erhältlich.

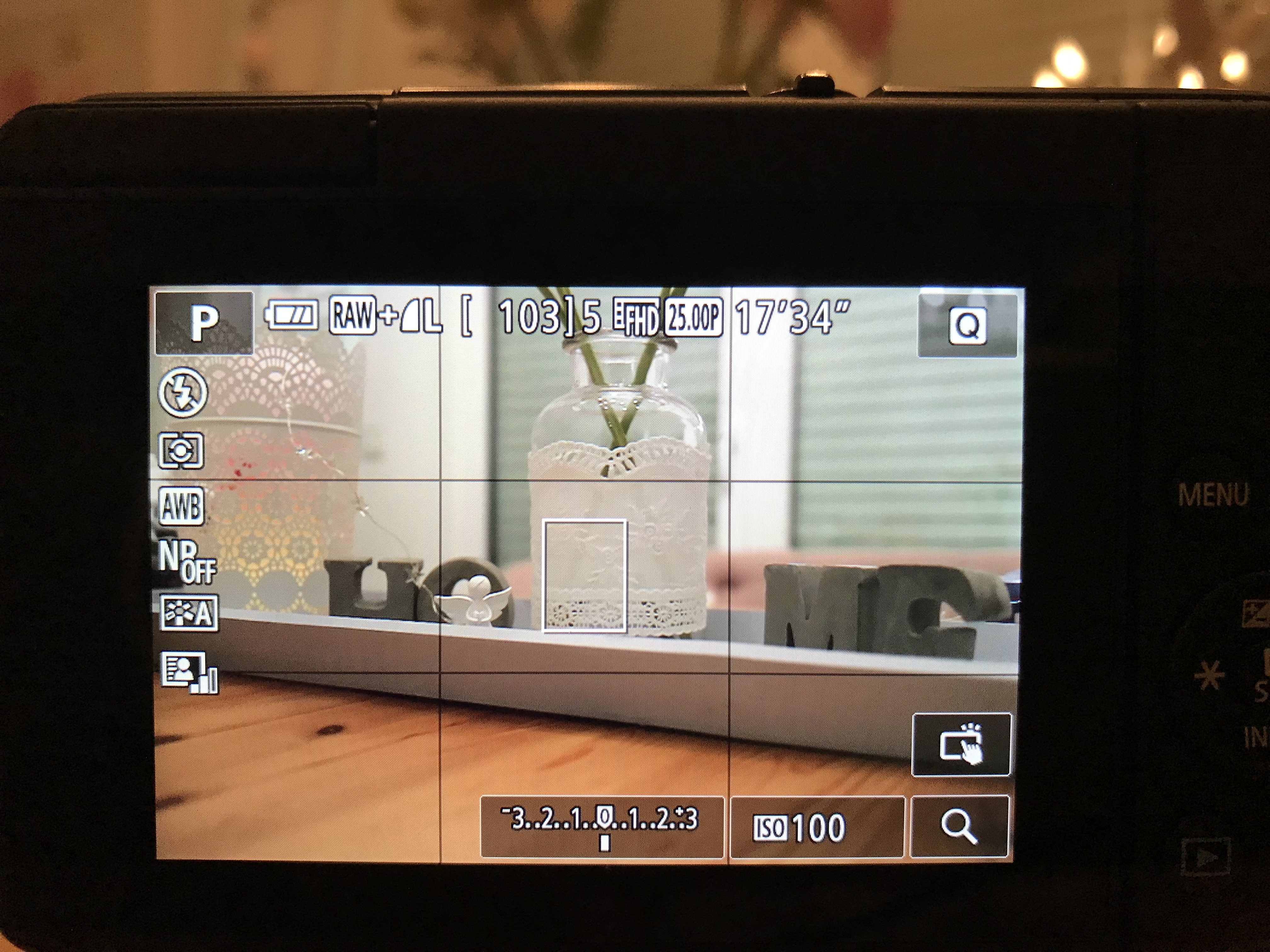
Live-View-Modus

In der M10 ist ein DIGIC-6-Prozessor verbaut.

## Objektive
Für die Kamera sind unter anderem die herstellereigenen Objektive Canon EF-M 15–45 f/3.5–6.3 IS STM und Canon EF-M 55–200 f/4–6.3 IS STM erhältlich. Objektive mit EF- und EF-S-Bajonett können einschließlich des Autofokus mit einem Adapter benutzt werden, der sowohl vom Hersteller als auch von dritter Seite angeboten wird.
Im Zusammenspiel mit STM-Objektiven kann die Kamera dem Objektiv die Autofokus-Geschwindigkeit vorgeben. Dies führt vor allem bei Video-Aufnahmen zu einer ruhigen Nachführung der Entfernungseinstellung.
Der Hersteller weist ferner darauf hin, dass die Autofokusfunktion mit mehreren älteren Objektiven nicht funktioniert.

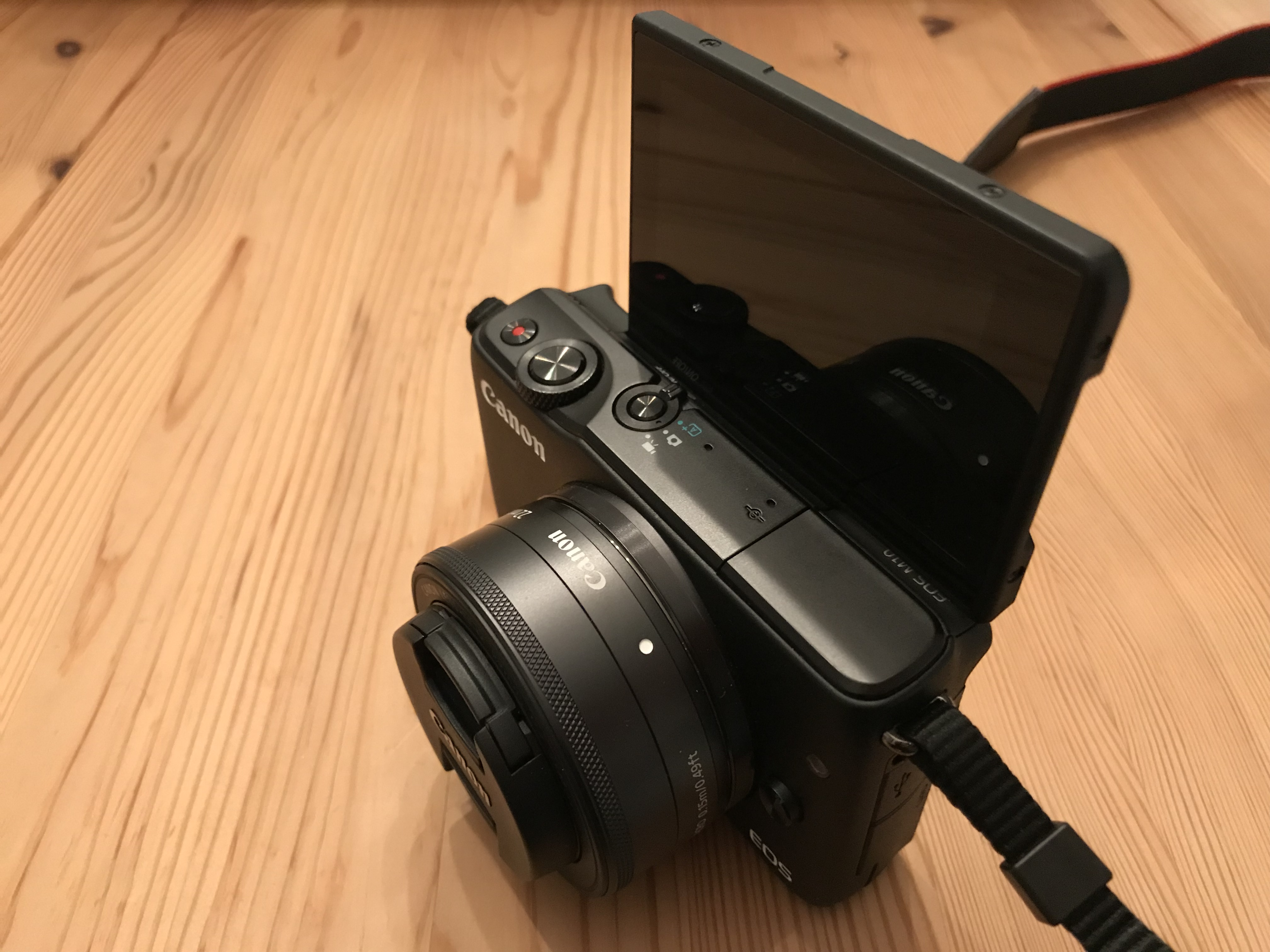
M10 mit hochgeklapptem Bildschirm